# Alfonso Frangipane
Pour les articles homonymes, voir Frangipane (homonymie).
Alfonso Frangipane (1881, Catanzaro - 1970, Reggio de Calabre) est un peintre, dessinateur, essayiste et historien de l'art italien particulièrement actif dans le domaine du patrimoine artistique de Calabre.

## Biographie
Alfonso fit des études artistiques à Naples auprès du sculpteur Stanislao Lista (1824-1908), de l'artiste et décorateur Ignazio Perricci (1837-1907) et du peintre Michele Tedesco (1834-1917). Il est diplômé du cours spécialisé en décoration.
En 1912, il organise la première Exposition d'art de Calabre à Catanzaro et des Biennali calabresi d'arte e di artigianato à Reggio de Calabre, qu'il continuera d'organiser jusqu'en 1947.
Il est également rédacteur au journal socialiste La Giovane Calabria, tout comme son ami Filippo De Nobili.
En 1919, il se transfère à Reggio de Calabre, dans le sud de la région, en tant que titulaire du Regio istituto magistrale et il ouvre une galerie d'art visant à la valorisation des artistes calabrais. En 1920, il fonde l'Institut d'art de Reggio de Calabre et le Lycée artistique et enfin il participe à la refondation du Musée national de la Grande-Grèce dans la même ville.
En 1922 à Reggio, il fonde et dirige la revue Brutium, organe officiel de l'Académie des Beaux-Arts de Reggio de Calabre (connu aussi sous le nom d'Académie du Détroit).
Il est l'auteur de diverses publications traitant du monde artistique calabrais pour le compte de l’État italien comme L'inventario degli oggetti d'arte en 1933 et L'elenco degli edifici monumentali della Calabria en 1938.
Entre 1923 et 1927, il dirige et organise de nombreuses expositions artistiques, sur le thème de la Calabre, qui seront présentées au Biennale des arts décoratifs à Monza.
Il fut le commissaire pour la Calabre du Syndicat national fasciste des Beaux-Arts (en 1933).

## Sources
- (it) Cet article est partiellement ou en totalité issu de l’article de Wikipédia en italien intitulé « Alfonso Frangipane » (voir la liste des auteurs).